# Kroška Kartoška
Kroška Kartoška è una catena russa di fast food che conta più di 250 punti vendita. La sede centrale è a Mosca, mentre quella secondaria si trova a San Pietroburgo. 
Nel 1998 Andrej Leonidovič Konončuk e Vitalij Petrovič Naumenko fondarono la società "Texnologija i pitanie" (Tecnologia e alimentazione). Nell'agosto dello stesso anno, aprirono a Mosca il primo punto vendita per automobilisti con il nome "Kroška Kartoška". Il prodotto principale era una patata intera cotta al cartoccio da farcire con un ripieno a scelta (formaggio, burro, insalata ecc.).
Nel 2003 la società aprì i primi locali fissi nei centri commerciali e chioschi nei mercati. 
Nei suoi primi otto anni di attività, la società ha aperto più di 200 punti vendita tra stand, locali fissi e chioschi, non solo a Mosca, ma anche a San Pietroburgo, Sergiev Posad, Surgut, Tjumen', Ekaterinburg, Čeljabinsk, Krasnodar, Kurgan, Kiev. Al 2017 è presente in più di 30 città.